# Zugmantel

Castellum Zugmantel was een Romeins cohortcastellum op de westelijke flank van het Taunusgebergte dat deel uitmaakte van de Obergermanische Limes, die sinds 2005 de status van UNESCO werelderfgoed bezit. Het, boven het maaiveld nog zeer goed waarneembaar, archeologisch monument bevindt zich aan de rand van een woud van Taunusstein-Orlen in de Hessische streek Rheingau-Taunus.

## Ligging
De resten van het castellum en de vicus evenals de gereconstrueerde wachttoren en een, eveneens gereconstrueerd, deel van de Limes bevinden zich ongeveer één kilometer ten noordoosten van het plaatsje Taunusstein-Orlen op de plaats waar de Hühnerstrasse - de huidige Bondsstraat 417 - de limes tussen Orlen en Ehrenbach kruist.
De Hühnerstrasse was reeds vóór en gedurende de Romeinse Tijd een belangrijke verbindingsweg tussen het, door Germanen dichtbewoonde, Limburger Bekken en de Rheingau met Aquae Mattiacorum, het huidige Wiesbaden, als hoofdplaats van de Civitas Mattiacorum en Mogontiacum, het huidige Mainz, als hoofdstad van de Romeinse provincie Germania Superior. Voor de beveiliging van dit gebied was de militaire aanwezigheid noodzakelijk.
Het huidige archeologische monument bevindt zich op 455 meter boven NAP aan de rand van een groot woud. Het zuidelijke en zuidoostelijke deel van de vindplaats zijn door de aanleg van een sportterrein en een industriegebied verstoord. Verdere verstoringen van het archeologische gebied vonden plaats door de moderne uitbreiding van de Hühnerstrasse.
Een ongeveer 2,5 kilometer lang leerpad loopt door het archeologisch gebied.

## Onderzoek

### Onderzoeksgeschiedenis
In castellum Zugmantel vond een van de eerste onderzoeken naar een limescastellum, in het jaar 1760, plaats.
Rond het midden van de 19e eeuw vonden de eerste kleinere archeologische opgravingen in castellum Zugmantel plaats door de Historische Vereniging voor Nassau. Systematische wetenschappelijke onderzoeken werden vervolgens, vanaf 1894, door de Reichs-Limeskommission uitgevoerd, en ten slotte in de 20e eeuw door het Saalburgmuseum. De omvangrijkste verkenning vond tussen 1901 en 1914 plaats. van 1905 tot 1914 bezocht keizer Wilhelm II meerdere malen de opgraving zelfs nog tijdens de Eerste Wereldoorlog. Na een onderbreking werden de opgravingen tussen 1921 en 1937, als onderdeel van een werkgelegenheidsproject, voortgezet. Verdere opgravingen vonden plaats in 1949, 1950 en 1956.

### Onderzoeksresultaten
In de laatste bouwfase besloeg het castellum, met een breedte van 124,5 meter en een lengte van 171 meter, een oppervlakte van 2,1 hectare. Daarmee was het het kleinste castellum van een cohors equitata van de gehele limes. De muur was door een eenvoudige gracht omgeven. De hoeken van het castellum waren rond en niet van wachttorens voorzien. In plaats daarvan bezaten alle vier de toegangspoorten van het kamp dubbele torens. Van de bebouwing in het castellum kon het principia (stafgebouw) in haar volle omvang worden vastgesteld, de overige bebouwing moet uit hout- en vakwerk hebben bestaan. Op het terrein van het castellum werden kledingfragmenten van een groot bronzen beeld gevonden die uit de eerste helft van de derde eeuw dateren.
De Porta Praetoria (hoofdpoort) was in elk van de vier bouwfasen niet op het noorden, maar op het oosten van de Limes georiënteerd. Een, vanaf het castellum schuin afbuigende, straat verbond de hoofdpoort met de, zuidoostelijk van het castellum ontspringende, bron van de rivier de Aar. Daar werd het militaire badgebouw gebouwd en de straat tussen badgebouw en castellum ontwikkelde zich tot een driehoekige plaats die de kern van de vicus (burgernederzetting) vormde.
De uitgebreide vicus strekte zich uit over het gebied rond het gehele castellum. Hier konden talrijke woningen, voor een deel uitgerust met vloerverwarming, en drie heiligdommen, waaronder een heiligdom voor de, met name door de soldaten vereerde, god Jupiter Dolichenus worden aangetoond. De vicus behoort tot de best onderzochte vici aan de Obergermanische limes. Keramiekvondsten tonen aan dat een deel van de vicus in de derde eeuw na Christus door Germanen werd bewoond. Ook het grafveld werd gelokaliseerd. Het ligt ten zuiden van het huidige sportcomplex.
Op het gehele gebied van het castellum ligt tegenwoordig een volgroeid gemengd bos waardoor de bebouwing niet meer zichtbaar is. Van het castellum is alleen de ommuring in de vorm van een aarden wal of dijk waarneembaar. De gracht en palissade van de limes zijn goed bewaard en is in de directe nabijheid van de gereconstrueerde wachttoren (WP.3/15) gerestaureerd. Tussen de limes en het castellum zijn de resten van twee kleine, tot de vicus behorende amfitheaters, die in eerdere instantie onterecht voor schansen werden aangezien. Gelijksoortige complexen werden bij castellum Dambach, in Wales bij castellum Tomen y Mur evenals bij het nabij gelegen castellum Arnsberg ontdekt.

## Datering, bewoning en geschiedenis
Door zijn strategisch belangrijke ligging, zie boven, behoort castellum Zugmantel tot de oudste Romeinse militaire inrichtingen in de Taunus. Reeds in de tijd van Domitianus, rond 90 na Chr, ontstond hier het eerste Numerus (hulptroepen) kamp dat ongeveer 0,7 ha. besloeg en in de hout-aarde bouwstijl was uitgevoerd. Onder Hadrianus werd het houten castellum rond 120 na Chr. uitgebreid tot een ongeveer 1,1 ha. groot castellum. Het castellum werd bemand door een eenheid hulptroepen uit Trier (Numerus Treverorum). Deze eenheid zal in eerste instantie ongeveer 160 man hebben geteld en werd later, uitgaande van daarop volgende uitbreidingen, vergroot.
In de tijd van de Antoninus Pius, rond het midden van de tweede eeuw na Chr., werd het houten castellum vervangen door een 1,7 ha. groot stenen castellum. Waarschijnlijk diende castellum Heideringen tijdens de nieuwbouw als tijdelijke onderdak. Onder Caracalla vergrootte men de omvang van de hulptroepen tot Cohors I Treverorum equitata (1e deels bereden cohorte der Treveri) die ongeveer 500 man sterk was. Omstreeks 223 na Chr. (of kort daarvoor, omdat het inschrift Caracalla vermeldt) werd het castellum nogmaals uitgebreid tot 2,1 ha. Een van de laatste vondsten met inscriptie is een wijsteen die de naam van Maximinus Thrax draagt. De cohorte uit Trier voert hier de bijnaam Maximiana die de verbondenheid met de keizer tot uitdrukking brengt. Het inschrift werd na 238 na Chr. vernield en opnieuw gebruikt in een pijlerfundament dat daarmee op zijn vroegst rond dit tijdstip kan zijn gebouwd.
In de periode van de binnenlandse en buitenlandse politieke en economische crisis rond het midden van de derde eeuw na Chr. werd de limes, en daarmee ook het castellum, opgegeven (val van de limes). In de 18e eeuw werden de resten van het legerkamp bij de uitbreiding van de Hühnerstrasse als steengroeve gebruikt. Verder zijn delen van de vicus door de aanleg van deze straat, een fabriek en het sportcomplex definitief vernietigd.
Een kleine selectie van de vondsten bevindt zich in het Limesinformationszentrum des Rheingau-Taunus-kreises in Hofgut Georgenthal.